# Domenico Fischietti
Domenico Fischietti (Naples, 1725 - Salzbourg, 1810) est un compositeur italien.

## Biographie
Domenico Fischietti a étudié au Conservatoire de Sant'Onofrio a Porta Capuana sous la direction de Leonardo Leo et Francesco Durante. Il a fait ses débuts en 1742 avec Armindo au Teatro dei Fiorentini à Naples. En 1755, il était à Venise pour représenter Lo speziale, le premier opéra sur un livret de Carlo Goldoni. À partir de ce moment à Venise et ailleurs, il a obtenu un succès considérable en mettant en scène plusieurs drammi giocosi sur des textes de Goldoni : La ritornata a Londra (1756), Il mercato di Malmantile (1758), Il signor dottore (1758) et La fiera di Sinigaglia (1760).
En 1764, il est à Prague en tant que directeur d'une compagnie de théâtre, et en 1766 à Dresde où il est nommé maître de chapelle de la cour. Il a également occupé les postes de direttore della musica sacra à côté Johann Gottlieb Naumann et direttore dell' Opera Buffa. En 1772, il a quitté Dresde et s'est rendu d'abord à Vienne, puis à Salzbourg, où il est devenu maître de chapelle du prince-archevêque Hieronymus von Colloredo-Mannsfeld. Jusqu'à 1783 son nom est attaché au poste de Kapellmeister titulaire. Il est resté établi à Salzbourg où il est mort.

## Opéras
Liste de 30 opéras de Fischietti. L'année et la ville font référence à la première représentation.
- L'Armindo (commedia per musica, livret de Paolo Saracino, 1742, Naples)
- L'abate Collarone (livret de Pietro Trinchera, 1749, Naples)
- Il pazzo per amore (commedia per musica, 1752, Naples)
- La finta sposa (commedia per musica, 1753, Palerme)
- La Sulamitide (commedia per musica, révision de la précédente, 1753, Florence)
- Artaserse (dramma per musica, livret de Pietro Metastasio, 1754, Plaisance)
- Lo speziale (dramma giocoso, livret de Carlo Goldoni, 1755, Teatro San Samuele, Venise)
- Solimano (dramma per musica, livret de Gianambrogio Migliavacca, 1755, Teatro San Moisè, Venise)
- La ritornata di Londra (dramma giocoso, livret de Carlo Goldoni, 1756, Venise)
- Il mercato di Malmantile (dramma giocoso, livret de Carlo Goldoni, 1758, Venise)
- Il signor dottore (dramma giocoso, livret de Carlo Goldoni, 1758, Venise)
- Semiramide (dramma per musica, livret de Pietro Metastasio, 1759, Naples)
- La fiera di Sinigaglia (dramma giocoso, livret de Carlo Goldoni, 1760, Rome)
- Tetide (1760, Vienne)
- Siface (dramma per musica, livret de Pietro Metastasio, 1761, Teatro Sant'Angelo, Venise)
- L'Olimpiade (dramma per musica, livret de Pietro Metastasio, 1763, Prague)
- La donna di governo (dramma giocoso, livret de Carlo Goldoni, 1763, Prague)
- Alessandro nell'Indie (dramma per musica, livret de Pietro Metastasio, 1764, Prague)
- Volosego, re di Parti (dramma per musica, livret de Apostolo Zeno, 1764, Prague)
- Il dottore (dramma giocoso, révision de Il signor dottore, 1764, Crema)
- Nitteti (dramma per musica, livret de Pietro Metastasio, 1765, Prague)
- Les Métamorphoses de l'amour ou Le tuteur dupé (intermède, 1769)
- Il bottanico novellista (dramma giocoso, révision de Lo speziale, 1770, Trévise)
- Talestri, regina dell'amazzoni (opera drammatica, livret de Marie-Antoinette de Bavière, 1773, Salzbourg)
- L'isola disabitata (azione per musica, livret de Pietro Metastasio, 1774, Salzbourg)
- Gli orti esperidi (serenata, livret de Pietro Metastasio, 1775, Salzbourg)
- Il creso (1776, Teatro San Carlo, Naples)
- Arianna e Teseo (dramma per musica, livret de Pietro Pariati, 1777, Naples)
- La molinara (dramma giocoso, livret de Filippo Livigni, 1778, Venise)